# Сепултура
„Сепултура“ (на португалски: Sepultura) е метъл група, сформирана от братята Макс и Игор Кавалера в град Бело Оризонти, Бразилия през 1984 г.
Групата е сред най-популярните в дет и траш метъла в края на 80-те и началото на 90-те години, като по-късно експериментират с ню метъл и индъстриъл метъл. Оригиналният състав на групата е Макс Кавалера – китара, Игор Кавалера – барабани, Пауло Джуниър – бас и Вагнер Ламуниер – вокали.
Sepultura има 13 студийни албума като последният е The Mediator Between Head and Hands Must Be the Heart (2013). Най-успешните им записи са Arise (1991), Chaos A.D. (1993) и Roots (1996). Продадени са над 3 млн. копия в САЩ и повече от 30 млн. по света. Имат златни и платинени албуми в страни като Франция, Австралия, Индонезия, САЩ, Кипър и родната Бразилия.

## История

### с Макс Кавалера
Sepultura е формирана през 1984 г. в Бело Оризонти, столица на щата Минас Жерайс в Бразилия. Инициатори са тийн братята Макс и Игор Кавалера, синове на Вания – модел и Грацилиано – италиански дипломат, който умира от инфаркт и семейството живее бедно. Смъртта му повлиява много на неговите синове и Макс решава да направи група, след като чува албума Black Sabbath, Vol. 4 през същия ден. За име е избрано Sepultura, което означава на португалски гроб и е предложено от Макс Кавалера, след като е превел текста на песента „Dancing on Your Grave“ на Motörhead. Sepultura са силно вдъхновени от Megadeth, Venom, Pantera и Slayer и тези групи оказват голямо влияние и са голям стимул за тях. Игор Кавалера казва:
| “ | Помня, когато за първи път чух Venom, беше стара касетка на мой приятел. Беше подобно на Motörhead, но доста по-тежко. Тогава някой каза: това е Motörhead! След като разбрахме за Venom, спряхме да слушаме Iron Maiden и всички по-леки неща. | ” |

В първите години на съществуването на групата, те се отдават изцяло на мечтата си да станат най-голямата бразилска траш група въпреки че в началото дори нямат собствена апаратура. След няколко промени започват в състав Макс Кавалера – китара, Игор Кавалера – барабани, Пауло Джуниър – бас и Вагнер Ламуниер – вокали. Само след година обаче, през март 1985 г. Ламуниер напуска поради несъсгласия с групата и става лидер на блек метъл групата Sarcófago. След напускането му Макс Кавалера поема вокалите. Жайро Гедз е поканен за китарист.

#### Bestial DevastationиMorbid Visions(1984 – 1986)
Сравнително бързо сключват първия си договор с малката компания „Cogumelo“, към която излизат и първите им две издания – EP-то „Bestial Devastation“ (1985), който е записан само за два дни и първият им дългосвирещ албум „Morbid Visions“ (1986), където е първият им хит „Troops of Doom“, който привлича вниманието на медиите. Дори само тези две плочи се оказват достатъчни Sepultura да се превърне в най-популярната бразилска група. Много блек и дет групи твърдят, че именно първите два албума на Sepultura са оказали решаващо влияние върху тях. Песни като „Necromancer“, „Troops Of Doom“ и „Show Me The Wrath“ все още са почитани като първообрази на съвременната тежка музика.

#### Schizophrenia,Beneath the RemainsиArise(1987 – 1992)
В началото на 1987 г. точно преди да влязат в студио да запишат „Schizophrenia“, напуска китаристът Жайро Гедз. Заместника му се казва Андреас Кисер. Този албум има повече ориентиран траш метъл звук, но съдържа и елементи от Morbid Visions. Албума се оказва първата сериозна стъпка на Sepultura към върха. С него те спечелват договор с Roadrunner Records – лейбълът, който издава техните албуми повече от 10 години.
През декември 1988 групата заминава за Рио Де Жанейро, за да запише следващият си албум. Записите траят 9 нощи тъй като наемът на студиото е бил по-евтин, а през деня спят в мизерен хотел при невероятна жега. „Beneath The Remains“ излиза през 1989 г. и донася на създателите си успех какъвто не са и сънували. За него се говори като за най-добрия траш албум наравно с „Reign in Blood“ на Slayer. През същата година пристигат в Европа като съпорт на Sodom и публиката направо полудява при тяхната поява на сцената. Турнетата са триумфални, но Sepultura не разчитат на досегашната си слава. През юни 1990 г. влизат в студио, за да запишат поредния си албум. За неговите записи разполагат с много повече време и обработват всичко до съвършенство, но неочаквано за всички „Roadrunner“ отхвърля готовия материал. На всичкото отгоре компанията дава обложката подготвяна за тях на „Obituary“. През януари 1991 г. групата свири пред повече от 100 000 зрители на фестивала Rock in Rio. „Roadrunner“ все пак не изоставят момчетата и с един месец закъснение „Arise“ излиза на 25 март 1991 година. Този албум увеличава популярността на Sepultura до небивали размери. Интересен факт по това време е отказът на военните в Бразилия да вземат Игор Кавалера в казармата. Те просто не успяват да понесат неговия външен вид. Следват много турнета, излиза лайв-албума „Under Siege“ (1992).
По това време Макс Кавалера се жени за мениджърката на групата Глория. През 1992 г. Sepultura е част от две големи турнета – Helmet/Ministry и Alice in Chains/Ози Озбърн.

#### Chaos A.D., Nailbomb иRoots(1993 – 1996)
Следващият албум на Sepultura „Chaos A.D.“ (1993) ги превръща в абсолютни мегазвезди и се продава в огромен тираж. Именно в този албум и в последвалия „Roots“ (1996) фенове и критика търсят корените на съвременния ню метъл. Не е случайно участието на Джонатан Дейвис от Korn в песента „Lookaway“. През 1994 г., Макс и Игор, заедно с Алекс Нюпорт, формират страничен проект – Nailbomb с индъстриъл метъл елементи. Издаден е албума Point Blank. Начинанието име се разпада през 1995 г.
На следващата година излиза „Roots“, който съдържа елементи от бразилски индиански етноси. На доста критици не се харесва, но в днешно време е определян като класически.
През 1996 година, постигнали техните мечти, избухва скандалът в групата, който се оказва фатален за тях. Докато свирят на фестивала Castle Donington Monsters of Rock в Европа, където още са Ози Озбърн, Paradise Lost, Type O Negative, Biohazard и Fear Factory, Макс научава, че неговия доведен син Дейна Уилс е загинал в автомобилна катастрофа. Той напуска фестивала за погребението и след това се връща. Няколко месеца по-късно останалите от групата искат да уволнят мениджърката си Глория, която е съпруга на Макс. Вследствие на тези разправии, чувствайки се предаден напуска Макс Кавалера – сърцето и душата на Sepultura. Дълги години истинските причини за раздялата му с групата остават неизвестни. Последната му изява с групата е на 16 декември 1996 г. През 1997 г. запитан как се чувства Макс след Sepultura, той казва:
| “ | Започвах деня си с Sepultura. Изписвах това име на тетрадките си в училище. Това, което правя сега е като да гледам как синът ми умира. Аз плача всеки ден, чувствам се наранен, тъжен, ядосан, сякаш част от мен умря. | ” |

В друго интервю от 2010 г. той казва, че една от причините да напусне е опита на съпругата на Андреас Кисер да уреди погребението на Дейна, преди Макс и Глория да се върнат. Попитан за възможно събиране той заявява, че по-скоро няма да стане поради различия с Кисер, но и че има интерес за такова нещо в близко бъдеще. Тези събития водят и до конфликт между него и брат му Игор, който продължава цели 10 години, до напускането и на Игор през 2006 г.

### с Дерик Грийн

#### Against,NationиRoorback(1998 – 2005)
След скандалите групата е на прага на сериозна криза и следва поредната пауза, в която останалите от Sepultura са поставени пред трудната задача да намерят заместник на фронтмена Макс. Все пак Sepultura виждат търсеният човек в лицето на Дерик Грийн.
Последвалия албум с новия глас „Against“ (1998) не дава ясен отговор на въпроса – „Ще се справят ли Sepultura без Макс?“. Албума понася множество критики и отбелязва по-малко продажби от излезлия през същата година дебютен албум на новата група на Макс – Soulfly. За това публика и критика възлагат големи надежди на излезлия през 2001 година „Nation“, но и той се продава лошо и е последен с Roadrunner Records. През 2003 г. излиза деветият албум на групата Roorback, който е критикуван по-малко от предходните два, но продажбите остават ниски. През 2005 г. групата свири в пустинята на ОАЕ на Dubai Desert Rock Festival. През ноември същата година излиза и Live in São Paulo. Това е първият концертен албум на групата.

#### Dante XXIиA-Lex(2006 – 2010)
Десетият албум Dante XXI излиза на 14 март 2006 г. и е базиран на Божествена комедия от Данте Алигиери. Скоро след това групата напуска и другият Кавалера, Игор. През 2007 г. в интервю за Revolver Magazine Макс заявява, че отношенията му с Игор вече са добри и ще възстановят оригиналния състав на Sepultura на Ozzfest 2007. Въпреки това, Кисер отрича информацията и събирането не се осъществява. На барабаните Игор е заменен от Жан Долабела. Все пак Макс и Игор отново са заедно, но в групата Cavalera Conspiracy.
Sepultura участват в няколко реклами на Volkswagen за Бразилия през 2008 г.
A-Lex излиза на 26 януари 2009 г. Това е първи албум без някой от братята Кавалера, а само Пауло Джуниър е единствения член от самото начало на групата. Базиран е на книгата A Clockwork Orange. Групата получава покана за гост участие на латинските грами награди 2008 на 13 ноември, там те изпълняват няколко песни от новия си албум. Sepultura подгрява Metallica на 30 и 31 януари 2010 г. в Сао Паоло, а двата концерта са посетени от общо 100 000 зрители. Заснето е и концертно ДВД през 2010 г.

#### KairosиThe Mediator Between Head and Hands Must Be the Heart(2010–сега)
На 6 юли 2010 г. е съобщено, че Sepultura подписва с Nuclear Blast Records и ще издаде първия си албум за лейбъла през 2011 г. Групата потвърждава, че няма да има събиране в оригиналния състав. В края на 2010 г. започва записването на новия материал и групата влиза в студио. На 1 март 2011 г. записите приключват, става ясно и името на албума – Kairos, който ще излезе през юни. Албума включва и кавър версия на Firestarter от Prodigy. Жан Долабела напуска и е заменен на барабаните от 20-годишния тогава Елой Касагранде през ноември 2011 г.
През май 2012 г. Андреас Кисер съобщава, че се работи по нещо ново. В интервю от 10 август 2012 г. Кисер казва, че ще снимат ново концертно ДВД и че се мисли за нови идеи през 2013 г. На 19 юли 2013 г. става ясно името на новия им албум – The Mediator Between Head and Hands Must Be the Heart. През септември 2013 г. групата участва на фестивала Рок в Рио заедно с Zé Ramalho, този състав бива наречен „Zépultura“ – съчетание от имената на двете групи.
През октомври 2014 г. групата има концерти в Австралия и Нова Зеландия, за първи път от 2003 г. и 1999 г. респективно.

## Състав
| Сегашни членове - Дерик Грийн – вокали (1997– ) - Андреас Кисер – китара (1987– ) - Пауло Джуниър – бас (1984– ) - Елой Касагранде – барабани (2011– ) |  | Предишни членове - Вагнер Ламуниер – вокали (1984 – 1985) - Макс Кавалера – вокали и китара (1984 – 1996) - Игор Кавалера – барабани (1984 – 2006) - Жайро Гедз – китара (1985 – 1987) - Жан Долабела – барабани (2006 – 2011) |

## Дискография
| - 1986: Morbid Visions (Cogumelo Records) - 1987: Schizophrenia (Cogumelo Records) - 1989: Beneath The Remains (Roadrunner Records) - 1991: Arise (Roadrunner Records) - 1993: Chaos A.D. (Roadrunner Records) - 1996: Roots (Roadrunner Records) - 1998: Against (Roadrunner Records) - 2001: Nation (Roadrunner Records) - 2003: Roorback (SPV/Steamhammer) - 2006: Dante XXI (SPV/Steamhammer) - 2009: A-Lex (Steamhammer) - 2011: Kairos (Nuclear Blast) - 2013: The Mediator Between Head and Hands Must Be the Heart (Nuclear Blast) - 2017: Machine Messiah (Nuclear Blast) - 2020: Quadra (Nuclear Blast) - 2002: Under A Pale Grey Sky (Roadrunner Records) - 2005: Live In São Paulo (SPV/Steamhammer) - 1996: The Roots Of Sepultura (Roadrunner Records) - 1997: Blood-Rooted (Roadrunner Records) - 2005: Roadrunner Records 25th Anniversary Series: Roots (Roadrunner Records) - 2006: The Best of Sepultura (Roadrunner Records) - 1985: Bestial Devastation (Cogumelo Records) - 1992: Third World Posse (Roadrunner Records) - 1993: Refuse/Resist (Roadrunner Records) - 1996: Natural Born Blasters - 1997: Procreation Of The Wicked (Roadrunner Records) - 2002: Revolusongs (FNM/Universal) | - 1991: Under Siege (Regnum Irae) - 1991: Dead Embryonic Cells - 1991: Arise - 1993: Refuse/Resist - 1994: Territory - 1994: Slave New World - 1996: Ratamahatta - 1996: Attitude - 1996: Roots Bloody Roots - 1998: Choke - 1999: Against - 1999: Tribus - 2006: Convicted in Life - 2011: Kairos - 2013: The Age of the Atheist - 1992: Under Siege (Live at Barcelona) - 1995: Third World Chaos - 1997: We Are What We Are |

## Sepultura в България
- 15 август 2007 - Каварна[42]
- 6 февруари 2009 - София[43]
- 8 юни 2014 - София[44]
- 26 юли 2025 - Пловдив